# Dioctria australis
Dioctria australis är en tvåvingeart som beskrevs av Adisoemarto och Wood 1975. Dioctria australis ingår i släktet Dioctria och familjen rovflugor. Inga underarter finns listade i Catalogue of Life.